# 플로렌시아 본세군도
마리아 플로렌시아 “플로르” 본세군도(스페인어: María Florencia “Flor” Bonsegundo, 1993년 7월 14일 ~ )는 아르헨티나의 여자 축구 선수로 현재 스페인 리가 F의 마드리드 CFF에서 미드필더로 활동 중이며 아르헨티나 여자 축구 국가대표팀에서는 에스테파니아 바니니와 함께 팀의 중추적인 역할을 담당하고 있다.

## 클럽 경력
2011년 CA 우라칸에 입단한 뒤 2013년까지 활동하다가 2013년 UAI 우르키자로 이적 후 2018년까지 리그 3회 우승(2014 피날, 2016, 2017-18) 및 준우승 2회(2013 클라우수라, 2015), 2015년 코파 리베르타도레스 페메니나 3위의 성적에 기여했다.
그리고 2018년 스페인 프리메라 디비시온 페메니나의 스포르팅 데 우엘바로 트레이드되어 2018-19 시즌을 소화했고 그 후 2019년 발렌시아 CF 페메니노로 이적하여 2020-21 시즌까지 활동하다가 2021-22 시즌을 앞두고 마드리드 CFF로 이적을 확정지었다.

## 국가대표 경력
아르헨티나 U-20 여자 대표팀 소속으로 2012년 FIFA U-20 여자 월드컵에 참가했지만 팀은 3전 전패(1득점·19실점)의 처참한 성적에 그치며 조별리그 탈락의 고배를 마셨다.
이후 2014년부터 아르헨티나 여자 대표팀에 첫 발탁된 뒤 2번의 코파 아메리카 페메니나 4강 진출(2014, 2018), 2014년 남아메리카 게임 금메달 등에 이바지했고 2018년 CONCACAF 여자 축구 선수권 대회 4위팀인 파나마와의 2019년 FIFA 여자 월드컵 대륙간 플레이오프 2차전에서는 동점골을 터뜨리며 아르헨티나 여자 축구 대표팀의 12년만의 통산 3번째 월드컵 본선 진출에 기여했다. 
2019년 여자 월드컵에서도 2011년 FIFA 여자 월드컵 챔피언 일본을 상대로 아르헨티나 여자 축구 사상 여자 월드컵 첫 승점 획득을 이끌었고 스코틀랜드와의 조별리그 최종전에서는 2-3으로 지고 있던 상황에서 동점골을 터뜨리며 스코틀랜드의 16강 진출을 저지시켰다.